# Chassalia tchibangensis
Chassalia tchibangensis là một loài thực vật có hoa trong họ Thiến thảo. Loài này được Pellegr. mô tả khoa học đầu tiên năm 1936.